# Hrvatski kendo savez
Hrvatski Kendo Savez (HKS) je nacionalna sportska organizacija zadužena za promicanje, razvoj i regulaciju japanskih borilačkih vještina kendo, iaido i jodo u Republici Hrvatskoj. Savez koordinira rad klubova, organizira natjecanja i seminare te zastupa hrvatske sportaše na međunarodnoj razini.

## Povijest
Hrvatski Kendo Savez osnovan je 10. siječnja 2004. u Zagrebu, s ciljem ujedinjenja praktičara kendoa i srodnih vještina u Hrvatskoj. Ubrzo nakon osnutka, HKS je postao punopravni član Europske kendo federacije (EKF) i Međunarodne kendo federacije (FIK), čime je osigurao međunarodno priznanje i omogućio sudjelovanje hrvatskih sportaša na velikim svjetskim natjecanjima.

## Djelatnost
Savez organizira i nadzire:
- Nacionalna prvenstva u kendou, iaidu i jodu
- Polaganja za kyu i dan stupnjeve
- Trenerske i sudačke seminare
- Pripreme i izbor za reprezentaciju
- Edukacijske programe i međunarodne suradnje

HKS potiče razvoj triju borilačkih vještina:
- Kendo – natjecateljska vještina japanskog mačevanja s bambusovim mačem i zaštitnom opremom
- Iaido – vještina brzog potezanja i rezanja japanskim mačem (katana)
- Jodo – vještina borbe štapom (jo) protiv mača

## Organizacija
Hrvatski Kendo Savez okuplja klubove iz pet gradova: Zagreb, Zadar, Rijeka, Split i Pula. Članstvo u Savezu otvoreno je klubovima koji ispunjavaju uvjete propisane statutom te prihvaćaju pravila Europske i Međunarodne kendo federacije.

### Vodstvo
- Predsjednik: prof. dr. sc. Marko Lukić
- Tajnik: Tomislav Pandurić, dipl. oec.

### Tijela Saveza
Prema statutu, tijela Hrvatskog kendo saveza su:
1. Skupština HKS-a
2. Predsjednik HKS-a
3. Upravni odbor HKS-a
4. Nadzorni odbor HKS-a
5. Stegovno povjerenstvo HKS-a
6. Komisija sportaša HKS-a

## Reprezentacija
HKS svake godine formira nacionalnu reprezentaciju, čiji članovi sudjeluju na Europskim kendo prvenstvima (EKC) i drugim međunarodnim natjecanjima pod okriljem FIK-a i EKF-a.

## Međunarodne i nacionalne veze
Hrvatski Kendo Savez je:
- Pridruženi član Hrvatskog olimpijskog odbora (HOO)
- Punopravni član Europske kendo federacije (EKF)
- Punopravni član Međunarodne kendo federacije (FIK)

## Vanjske poveznice
- Službena stranica Hrvatskog Kendo Saveza